# Planjsko, Pljevlja
Planjsko este un sat din comuna Pljevlja, Muntenegru. Conform datelor de la recensământul din 2003, localitatea are 15 locuitori (la recensământul din 1991 erau 28 de locuitori).

## Demografie
În satul Planjsko locuiesc 13 persoane adulte, iar vârsta medie a populației este de 53,8 de ani (48,1 la bărbați și 62,3 la femei). În localitate sunt 5 gospodării, iar numărul mediu de membri în gospodărie este de 3,00.
Această localitate este populată majoritar de sârbi (conform recensământului din 2003).
|  |

| Demografie | Demografie | Demografie |
| An         | Locuitori  | Locuitori  |
| ---------- | ---------- | ---------- |
|            |            |            |
|            |            |            |
|            |            |            |
|            |            |            |
| 1948       | 159        |            |
| 1953       | 148        |            |
| 1961       | 142        |            |
| 1971       | 135        |            |
| 1981       | 53         |            |
| 1991       | 28         | 28         |
| 2003       | 15         | 15         |

| \| Componența etnică conform recensământului din 2003[2] \| Componența etnică conform recensământului din 2003[2] \| Componența etnică conform recensământului din 2003[2] \| Componența etnică conform recensământului din 2003[2] \| Componența etnică conform recensământului din 2003[2] \| \| ----------------------------------------------------- \| ----------------------------------------------------- \| ----------------------------------------------------- \| ----------------------------------------------------- \| ----------------------------------------------------- \| \| \| \| \| \| \| \| Sârbi \| Sârbi \| \| 12 \| 80% \| \| Muntenegreni \| Muntenegreni \| \| 3 \| 20% \| \| necunoscută \| necunoscută \| \| 0 \| 0% \| |              |  |    |     |
| Componența etnică conform recensământului din 2003 |              |  |    |     |
| |              |  |    |     |
| Sârbi | Sârbi        |  | 12 | 80% |
| Muntenegreni | Muntenegreni |  | 3  | 20% |
| necunoscută | necunoscută  |  | 0  | 0%  |